# こ
こ en hiragana ou コ en katakana sont deux kanas, caractères japonais qui représentent la même more. Ils sont prononcés /ko/ et occupent la 10e place de leur syllabaire respectif, entre け et さ.

## Origine
L'hiragana こ et le katakana コ proviennent, via les man'yōgana, du kanji 己.

## Diacritiques
こ et コ peuvent être diacrités pour former ご et ゴ et représenter le son /go/.

## Romanisation
Selon les systèmes de romanisation Hepburn, Kunrei et Nihon, こ et コ se romanisent en « ko » et ご et ゴ en « go ».

## Tracé
L'hiragana こ s'écrit en deux traits.

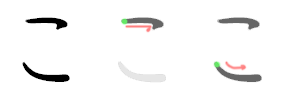
Ordre des traits pour こ

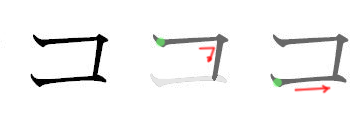
Ordre des traits pour コ

1. Trait horizontal, de gauche à droite.
2. Trait horizontal, de gauche à droite, sous le premier, débutant par un petit trait vertical de haut en bas.

Le katakana コ s'écrit en deux traits.
1. Trait horizontal, de gauche à droite, puis vertical, de haut en bas.
2. Trait horizontal, de gauche à droite, se terminant à la fin du premier trait

## Représentation informatique
- Unicode[1],[2] :
  - こ : U+3053
  - コ : U+30B3
  - ご : U+3054
  - ゴ : U+30B4